# 乐东拟单性木兰
乐东拟单性木兰（学名：Parakmeria lotungensis），为木兰科拟单性木兰属下的一个种。